# Lucha mongola
La lucha mongola (Үндэсний бөх en mongol) (transliterado: Ündesnii bökh), conocida como bökh, es el estilo de lucha tradicional de los mongoles en Mongolia, Mongolia Interior y otras regiones en la que el primer luchador en tocar el suelo con cualquier parte del cuerpo que no sean ni los pies ni las manos pierde la pelea. Bökh significa "durabilidad". La lucha mongola es la más importante de las históricas "Tres Habilidades Masculinas" de la cultura de Mongolia, que también incluyen la hípica y el tiro con arco. Gengis Kan consideraba que la lucha era una manera importante de mantener a su ejército en buena forma física y listo para el combate. La corte de la Dinastía Qing (1649-1911) celebraba regularmente eventos de lucha, principalmente entre los manchúes y los luchadores mongoles. Hay varias versiones diferentes, de los mongoles, de los buriatos (en la Buriatia de Rusia), de los oirates y de los surmongoles.
- Böhk khalkha, lucha mongola, lucha khalkha — lucha mongola khalkha.
- Lucha buriata (böhk buriad).
- Bukh noololdoon — lucha oirate o lucha mongola occidental.
- Lucha surmongola — (lucha khorchin) lucha de la chaqueta en la que se utiliza una chaqueta hecha de cuero de vaca, pantalones largos agrietados y botas.
- Khuresh — lucha tradicional tuvana de la chaqueta, en el sur de Siberia. Influenciada por la lucha mongola. Los luchadores mongoles khalkha y tuvanos utilizan la misma chaqueta.

## Historia

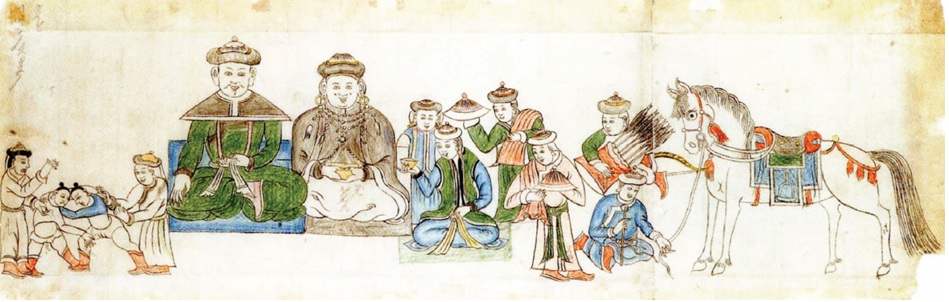
Pintura del de los luchadores mongoles.

Las pinturas rupestres en la Provincia de Bayanhongor de Mongolia datan del periodo neolítico del año 7000 a. C. muestran el combate de dos hombres desnudos rodeados de una multitud.[cita requerida] El arte del böhk aparece en las placas de bronce descubiertas en las ruinas del Imperio Xiongnu (206 a. C. - 220 d. C.). originalmente el böhk era un deporte militar principalmente destinado a proporcionar fuerza, resistencia y entrenamiento de las habilidades a las tropas. Gengis Kan (1206-1227) y todos los emperadores posteriores del Imperio Mongol (1206-1368) de los posteriores kanatos estaban dispuestos a apoyar el deporte por esta razón por lo que los eventos por lo que los eventos de lucha se incluyeron en los festivales locales, o Naadam. La lucha se convirtió en un factor clave a la hora de decidir las clasificaciones de candidatos en los exámenes marciales imperiales, además de ser luchadores destacados tenías derecho a altas distinciones.
La Historia secreta de los mongoles (escrita en mongol en 1240) en el capítulo 4, párrafo 140 registra un combate de lucha entre Buri Böhk y Belgutei que tuvo lugar en el este de Mongolia en el año del mono (1200):

Un día Gengis Kan hizo que Buri Bökh y Belgutei lucharan entre sí. Buri Bökh pertenecía a la tribu Jurkhin. Anteriormente Buri Bökh pudo agarrar a Belgutei con una mano, dejarlo caer al suelo por una pierna y mantenerlo inmóvil allí en el suelo. Buri Bökh era un luchador nacionalmente famoso. Sin embargo, en esta ocasión, cuando Buri Bökh y Belgutei lucharon entre sí Buri Bökh cayó al suelo a pesar de ser un campeón invicto. Belgutei logró con gran esfuerzo presionar a Buri Bökh en el hombro y procedió a sentarse en su área de la correa. Luego miró a Gengis Kan desde el rabillo del ojo. Gengis Kan se mordió el labio inferior. Belgutei comprendió el significado de esto, sostuvo a Buri Bökh firmemente, lo sacudió en el pecho y las nalgas y se rompió la espalda. Buri Bökh dijo con la espalda rota: "Nunca perdí un combate ante Belgutei, caí a propósito para complacer a Gengis Kan por miedo, pero ahora he perdido la vida". Habiendo dicho esto, murió. Belgutei se rompió la espalda, lo arrastró y luego dejó su cuerpo. El mayor de los siete hijos de Kabul Khan fue Okhinbarkhag. El segundo hijo mayor era Bartanbaatar. Yesugei Bator (padre de Gengis Kan fue su hijo. El tercer hijo (de Kabul Khan) era Khutugt Monkhor. Buri Bökh era su hijo. Siempre que Buri Bökh luchaba, superaba a los hijos de Bartanbaatar. Era muy amigo de los valientes hijos de Barkhag. Así fue como el campeón nacional de lucha Buri tuvo la espalda rota por Belgutei.

A. Heikel de la expedición finlandesa a Mongolia escribió acerca de una competición de lucha la expedición fue testigo durante su estancia de diez días en Urga (ahora Ulán Bator, capital de Mongolia) del 27 de junio hasta el 7 de julio de 1891:

«Ahora se celebraba una semana entera de lucha entre atletas mongoles, la plaza era una plaza abierta frente a un templo en medio de la ciudad, y miles de espectadores se habían reunido alrededor, los agentes de la policía los mantenían en orden. Las damas de alto rango se abalanzaban en medio de la muchedumbre. Sólo un lado de la plaza estaba reservado para los lamas, vestidos con túnicas brillantes de color rojo y amarillo y sentados con las piernas cruzadas en largas hileras a ambos lados de un baldaquino bajo el cual se encontraba entronizado en un altar el “Gegen”, es decir, el “Dios-Hombre” enviado desde el Tíbet. Delante del trono había dos asistentes con pieles de tigre ceremoniales colgadas sobre sus hombros. Los campeones avanzaban de a dos a la vez, saliendo de lados opuestos de la plaza, acompañados por sus segundos. Tenían sus pechos, piernas y brazos expuestos y avanzados haciendo la mayoría de las danzas cómicas, ciertamente para asegurar la elasticidad de sus músculos durante el último minuto. Tan pronto como uno de los luchadores tocó el suelo, no importa cuán ligeramente, fue juzgado el perdedor de la pelea. Entonces el vencedor se adelantó y se postró ante el dios, ofreciendo su agradecimiento por la victoria. Después de eso fue a los jueces para que su nombre fuera escrito, con el fin de luchar al día siguiente con otro oponente que también había derribado a su propio oponente ese mismo día. Los premios otorgados a los “invencibles” finales consistían en cabras y ovejas, etc. Diez días después tuvo lugar una carrera de caballos en una estepa cercana a Urga, donde participarían mil corredores, pero no podíamos esperar hasta entonces. Este tipo de festivales nacionales, que se podrían llamar los Juegos Olímpicos de Mongolia, tienen lugar cada año, pero los que tienen lugar cada tres años parecen ser los más impresionantes».

Como puede verse en este texto los juegos Urga (1778-1924) se llevaron a cabo en la antigua plaza central que se habría situado justo al norte de la actual Plaza Sükhbaatar. La plaza pueden ser vistas las pinturas prerrevolucionarias de Urga. Una pintura mongola de 1967 muestra un viejo combate de lucha en la antigua Urga en detalle, con los luchadores que llevaban el mismo "Zodog" y "Shuudag" como lo hacen en los juegos actuales (1924 - presente). El avarga (titán) Jambyn Sharavjamts (nacido en 1876) fue un famoso campeón que ganó el reconocimiento a partir de cuando tenía 18 años de edad y continuó compitiendo con un éxito extraordinario en el estado de Naadam durante el periodo de la Dinastía Qing (hasta 1911), el periodo Bogd Khan (1911-1924) y la República Popular de Mongolia (1924-1990). Sharavjamts fue invitado a participar en el estado de Naadam en 1945 (todavía hay imágenes) y logró derrotar a tres luchadores a la edad de casi 70 años. Se retiró de la lucha en 1951, durante el 30.º aniversario de la Revolución Popular con muchas condecoraciones y medallas incluyendo la Medalla de Logro Laboral.
El 17 de septiembre del 2011 se llevó a cabo el Combate de Lucha Nacional Mongola con la asistencia de 6002 luchadores. Así, se ha convertido en la mayor competición de lucha en el mundo y está registrado en El libro Guinness de los récords.

## Competiciones
La lucha mongola es el deporte nacional más popular y una pieza cultural vital para todos los mongoles de todo el mundo. Cuando un niño nace en una familia, los mongoles desean que se convierta en un luchador. Hay muchas competiciones que tienen lugar cada año en Mongolia, el oeste y el sureste de Rusia y el norte de China. La más grande es el Festival Nacional de Naadam, se lleva a cabo en Mongolia entre un máximo de 1024 luchadores.

### Naadam Nacional Mongol
En Mongolia, el Naadam ("Juego" en español) tiene lugar en julio de cada año. La competencia más grande es la competición nacional de Naadam en Ulán Bator que tiene el número más grande de luchadores y de las transmisiones en vivo a través por la radio y por la televisión del país. El Naadam se divide en tres clases basadas en las divisiones administrativas de Mongolia.
| # | Nivel | Nombre                     | Lugar          | Fecha                                                                         | Luchadores participantes                          |
| - | ----- | -------------------------- | -------------- | ----------------------------------------------------------------------------- | ------------------------------------------------- |
| 1 | 1.er  | lucha nacional de Naadam   | Ulán Bator     | 11 de julio - 13 de julio                                                     | 512 luchadores, 1024 en el gran aniversario anual |
| 2 | 2.do  | lucha provincial de Naadam | Cada 21 aymags | Aproximadamente julio, o del 8 de julio al 10 de julio, o a mediados de julio | 128 o 256 luchadores                              |
| 3 | 3.er  | lucha distrital de Naadam  | Cada 389 sums  | A principios de julio                                                         | 32 o 64 luchadores                                |

Para el Naadam de Ulán Bator, los encuentros se llevan a cabo en un estadio grande, mientras que en el campo para los Naadams de menor escala generalmente los partidos se llevan a cabo en un estadio pequeño o en un campo abierto herboso; sin embargo también pueden ocurrir en un área de tierra blanda no llena de grava. Dado que no hay clases de peso en el Naadam de Mongolia, un luchador pequeño puede competir contra un oponente más del doble de su tamaño. Los luchadores más pequeños suelen pesar alrededor de 70 kg, mientras que los más grandes pesan más de 160 kg, el peso promedio de un luchador en el Naadam es de alrededor de 115 kg.
Tradicionalmente los luchadores no eran emparejados al azar a través como un dibujo. El anfitrión del Naadam tenía el privilegio de organizar estos encuentros y a menudo le daría una ventaja a sus favoritos. A veces tales arreglos daban lugar a graves disputas entre los anfitriones y los luchadores visitantes. A pesar de que los modernos códigos de lucha desde 1980 estipulan a utilizar el método de mucho dibujo, pero esto solo se da en los encuentros más importantes de los Naadams entre las regiones y los encuentros de campeonatos. A nivel base, todavía se utiliza el sistema tradicional.
El rango solo puede alcanzarse durante el festival de Naadam. El número de asaltos ganados por cada luchador determina el rango. El rango más bajo es del Halcón del Sum, dado a los cuatro luchadores superiores en el Naadam del nivel sum en cualquiera de los 329 sums de Mongolia. El rango más alto es el "Gigante". El rango se mantiene para toda la vida.
| #  | Nivel  | Título                          | Mongol              | Abastecimiento                                      |
| -- | ------ | ------------------------------- | ------------------- | --------------------------------------------------- |
| 1  | Nación | Gigante invencible de la Nación | Улсын дархан аварга | Ganar 5 veces en el Naadam de Lucha de la Nación    |
| 2  | Nación | Gran gigante de la Nación       | Улсын даян аварга   | Ganar 4 veces en el Naadam de Lucha de la Nación    |
| 3  | Nación | Gigante de la Nación            | Улсын аварга        | Ganar 2 veces en el Naadam de Lucha de la Nación    |
| 4  | Nación | León de la Nación               | Улсын арслан        | Ganar en el Naadam de Lucha de la Nación            |
| 5  | Nación | Garuda de la Nación             | Улсын гарьд         | Subcampeón en el Naadam de Lucha de la Nación       |
| 6  | Nación | Elefante de la Nación           | Улсын заан          | Semifinalista en el Naadam de Lucha de la Nación    |
| 7  | Nación | Gavilán de la Nación            | Улсын харцага       | Cuartos de final en el Naadam de Lucha de la Nación |
| 8  | Nación | Halcón de la Nación             | Улсын начин         | Octavos de final en el Naadam de Lucha de la Nación |
| 9  | Aymag  | León de la Aymag                | Аймгийн арслан      | Ganar en el Naadam de Lucha de la Aymag             |
| 10 | Aymag  | Elefante de la Aymag            | Аймгийн заан        | Subcampeón en el Naadam de Lucha de la Aymag        |
| 11 | Aymag  | Halcón de la Aymag              | Аймгийн начин       | Semifinalista en el Naadam de Lucha de la Aymag     |
| 12 | Sum    | Elefante del Sum                | Сумын заан          | Ganar en el Naadam de Lucha del Sum                 |
| 13 | Sum    | Halcón del Sum                  | Сумын начин         | Semifinalista en el Naadam de Lucha del Sum         |

Si el luchador alcanza el mismo rango dos años en una fila el rango está condecorado. Por ejemplo, un segundo ganador del Naadam nivel aymag dos años seguidos se convertiría en un Hurts Arslan (León Afilado).

### Danshig Naadam
Los Danshig Naadams son torneos de menor escala que el Naadam nacional, generalmente con 256 o 128 competidores, organizados una vez al año en los países para celebrar aniversarios específicos de las provincias o lugares históricos. Es un Naadam único y es de escala más pequeña que la mayoría de los torneos provinciales. Por ejemplo, los Naadams del Danshig de la Región Oeste, el Danshig de la Región Khangai, el Danshig de la Región del Gobi, el Danshig de la Región Este, ocurren cada dos años.

### Altargan
Los mongoles buriatos también celebran su propio Naadam cada año con su propio estilo de lucha. Los competidores vienen de diferentes regiones de Mongolia que tiene poblaciones significativas de Buriatia como Dornod, Hentiy, Selenge, Bulgan, Orhon, también de Buriatia de Rusia y de Mongolia Interior de China.
En el 2010 el festival tuvo lugar a finales de julio en Ulán Bator, Mongolia. Los luchadores compitieron en dos divisiones de peso –75 kg y +75 kg. Para el peso más ligero, B.Batozhargal de Buriatia consiguió el título de entre 32 luchadores y para la división más pesada D. Tsogzoldorj de Mongolia (que tiene el grado de Nachin Nacional) consiguió su tercer título en fila por los últimos tres años.

### Torneo de lucha de todas las etnias mongolas
Desde el 2009, las asociaciones de lucha de los mongoles en Mongolia, Rusia y China han dado inicio a un torneo de lucha mongola entre todas las etnias mongolas. La Federación Internacional Mongola de Buhk (IMongolBökhF) es una organización sin fines de lucro que proporciona normas y directrices internacionales para el desarrollo del bukh mongol en todo el mundo. El presidente de la AEMWF es el empresario chino Buhee Juramt. El luchador mongol de sumo japonés, el 68.vo yokozuna Asashōryū Dolgorsürengiin Dagvadorj es presidente de honorífico de la AEMWF.
Los participantes provienen de Mongolia, Tuvá de Rusia, Buriatia de Rusia, Kalmukia de Rusia, Altái de Rusia, Mongolia Interior de China, Sinkiang de China para competir entre sí en el estilo de lucha khalkha. El primer campeonato se celebró en Ulán Bator, Mongolia en abril del 2009, donde Chimedregzengiin Sanjaadamba, quien todavía no ha conseguido un título nacional, ganó el torneo. En agosto del 2009, se celebró en Xilinhot de Mongolia Interior y nuevamente Sanjaadamba ganó el campeonato, mientras que todavía sin un título nacional.
La competencia del 2010 tuvo lugar entre el 15 y el 17 de julio en Ulán Udé de Buriatia, Rusia. Esta vez, se han creado dos categorías de peso: –75 kg y +75 kg. En la división de –75 kg, unos 45 luchadores han competido y en la quinta ronda los cuatro primeros fueron: Ivan Garmaev (Buriatia), Kh. Munkhbayar (Mongolia), M. Batmunkh (Mongolia), Syldys Mongush (Tuvá). Finalmente Syldys Mongush obtuvo el título en la sexta ronda a través de Kh. Munkhbayar. Para la división de +75 kg, hubo aproximadamente el mismo número de competidores que en la división más ligera. Los dos primeros fueron Ch. Sanjaadamba (León del Ejército) y D. Ragchaa (Elefante de la Nación). Y nuevamente Sanjaadamba obtuvo el título, que perdió en la tercera ronda de Naadam de ese año en Mongolia, donde no logró obtener un título a nivel nacional.
El cuarto torneo de lucha de todas las etnias mongolas que se celebró en el 2011 se organizó en la República de Tuvá, Rusia, donde Ulsin Khartsaga (Halcón del Estado) A. Byambajav fue declarado como el ganador.
El quinto torneo de lucha de todas las etnias mongolas se celebró en el Circo Mongol Nacional de Asa, Ulán Bator, Mongolia el 4 de noviembre del 2012 que tenía como objetivo introducir y promover la lucha tradicional mongol por cuarto año consecutivo. En el quinto torneo de lucha de todas las etnias mongolas, Ulsiin zaan (Elefante de la Nación) Ch. Sanjaadamba ganó el torneo en la categoría de peso de +85 kg, donde Ulsin Nachin (Halcón del Estado) Erdenebileg Enkhbat fue subcampeón. En la categoría de –85 kg, un residente de la aymag de Bulgan Aimagiin Arslan (León de la Aymag) Delgersaikhan Amarsaikhan tomó el primer lugar seguido por Uvurkhagngai luchador residente y Aimgiin Arslan (Halcón de la Aymag) Orgodol Tumendemberel. Los ganadores de cada categoría fueron galardonados con 7 000 000 de tugriks, segundos con 4 000 000 de tugriks, y los terceros cuartos fueron premiados con 1 500 000 tugriks respectivamente.

### Otros torneos

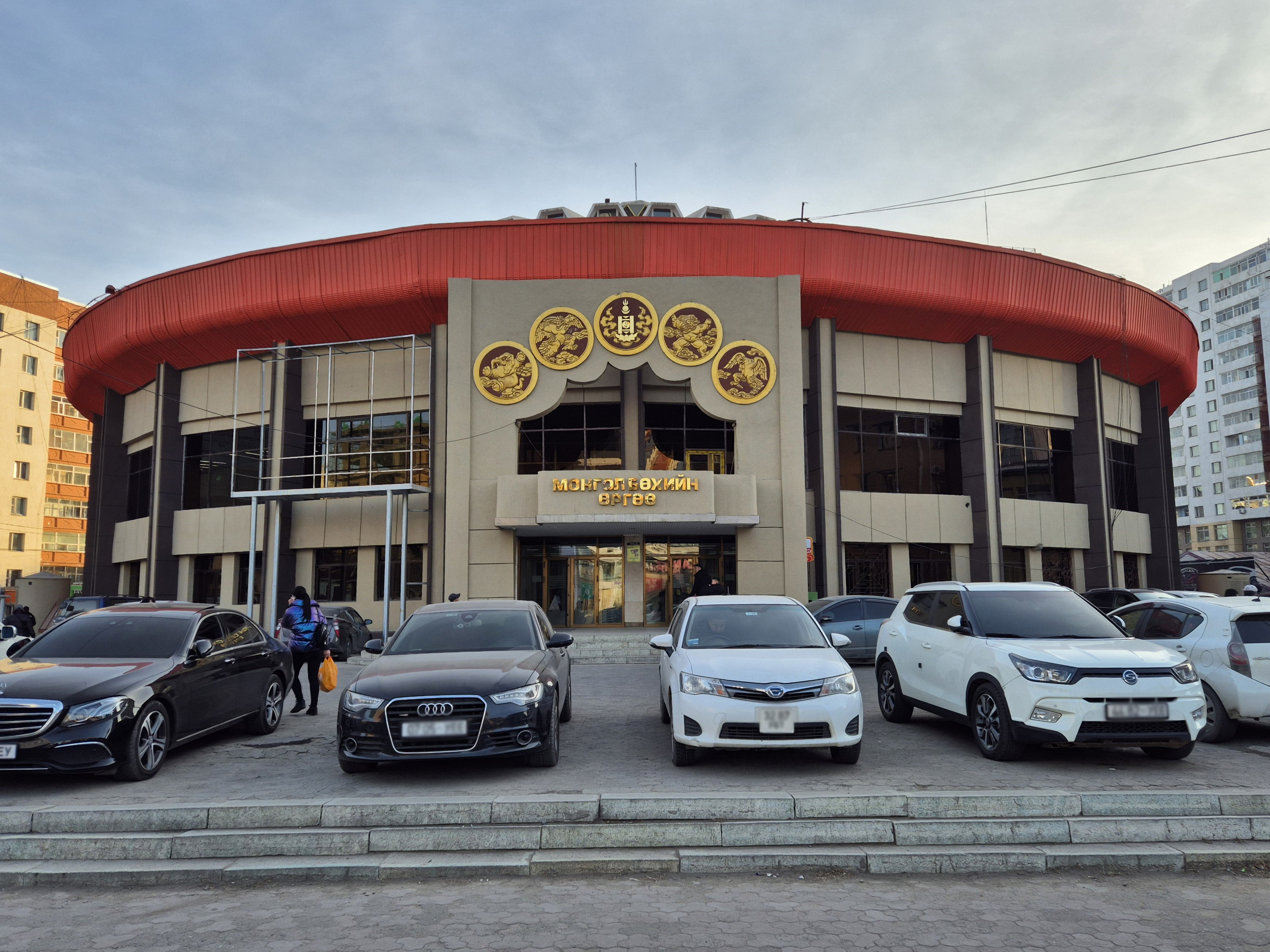
Bökhiin Örgöö, arena principal de la lucha mongola en Ulán Bator.

Cada año durante el Año Nuevo Lunar de Mongolia, 256 luchadores compiten durante el invierno en el Palacio de Lucha en Ulán Bator. No se otorga rango en esta competición, pero se considera el segundo torneo más importante después del Naadam de Mongolia. Los ganadores de este torneo de Año Nuevo a menudo se considerados como probables ganar el Naadam del verano.
Los mejores luchadores de cada una de las 21 aymags de Mongolia llevan a cabo una competencia anual de lucha. A menudo los equipos de la región de Khangai y las regiones del noroeste (Arkhangai, Övörkhangai y Uvs) ganan el título, pero para la competición 2010 el equipo de la aymag de Govi-Altay tomó el título.
También hay torneos de menor escala a lo largo del año que tienen lugar en el Palacio de Lucha en Ulán Bator, generalmente en mayo, junio, octubre y noviembre con 64 o 128 luchadores.
Organizaciones gubernamentales o a veces incluso grandes empresas, también organizan competiciones de menor escala entre 32 y 64 luchadores para celebrar como aniversarios u ocasiones especiales. Esto muestra realmente lo importante que es la lucha al estilo de vida mongol.

## Reglas de la lucha mongola

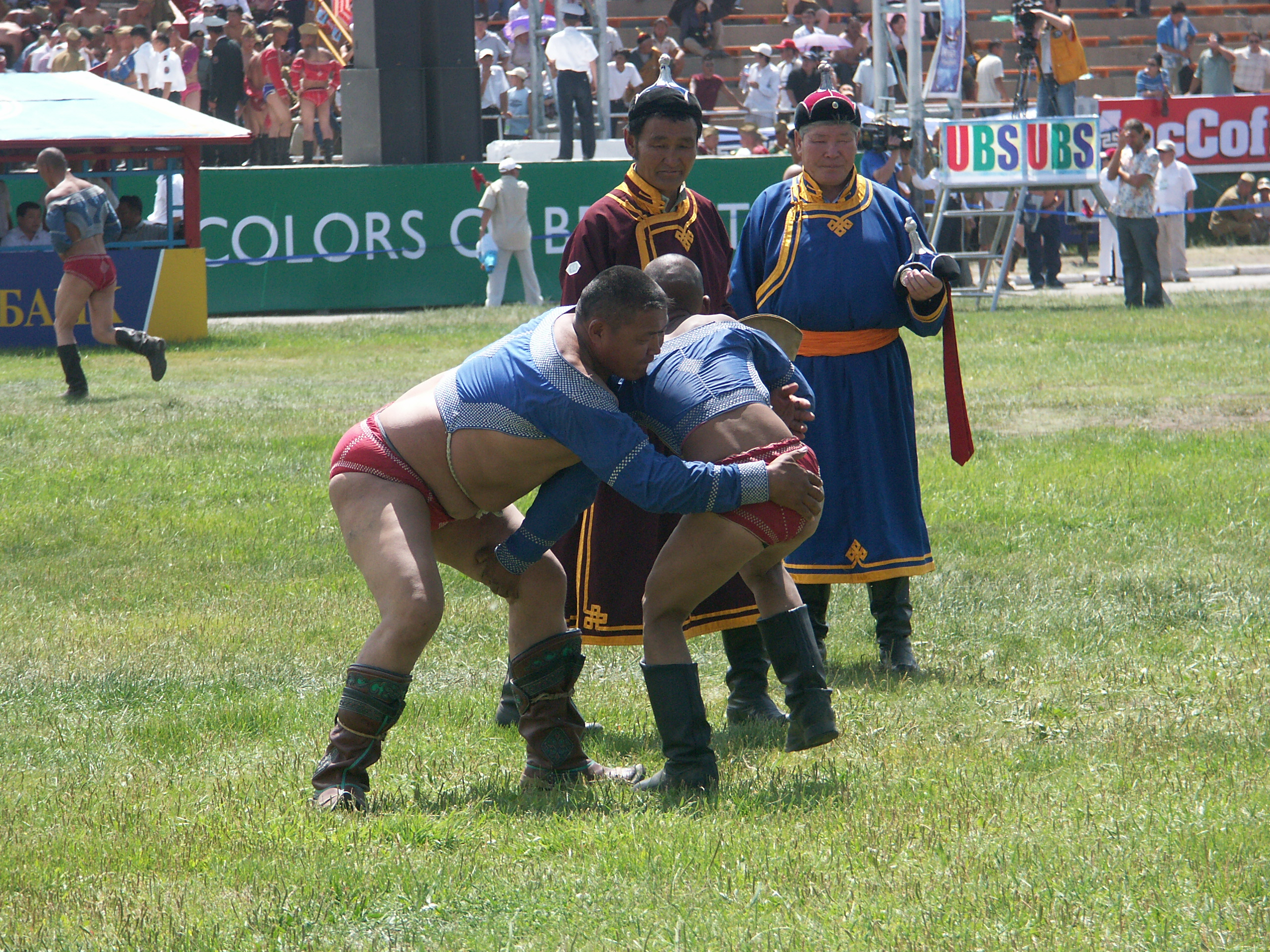
Un combate común de lucha mongola con «zasuules» de cada luchador observando.

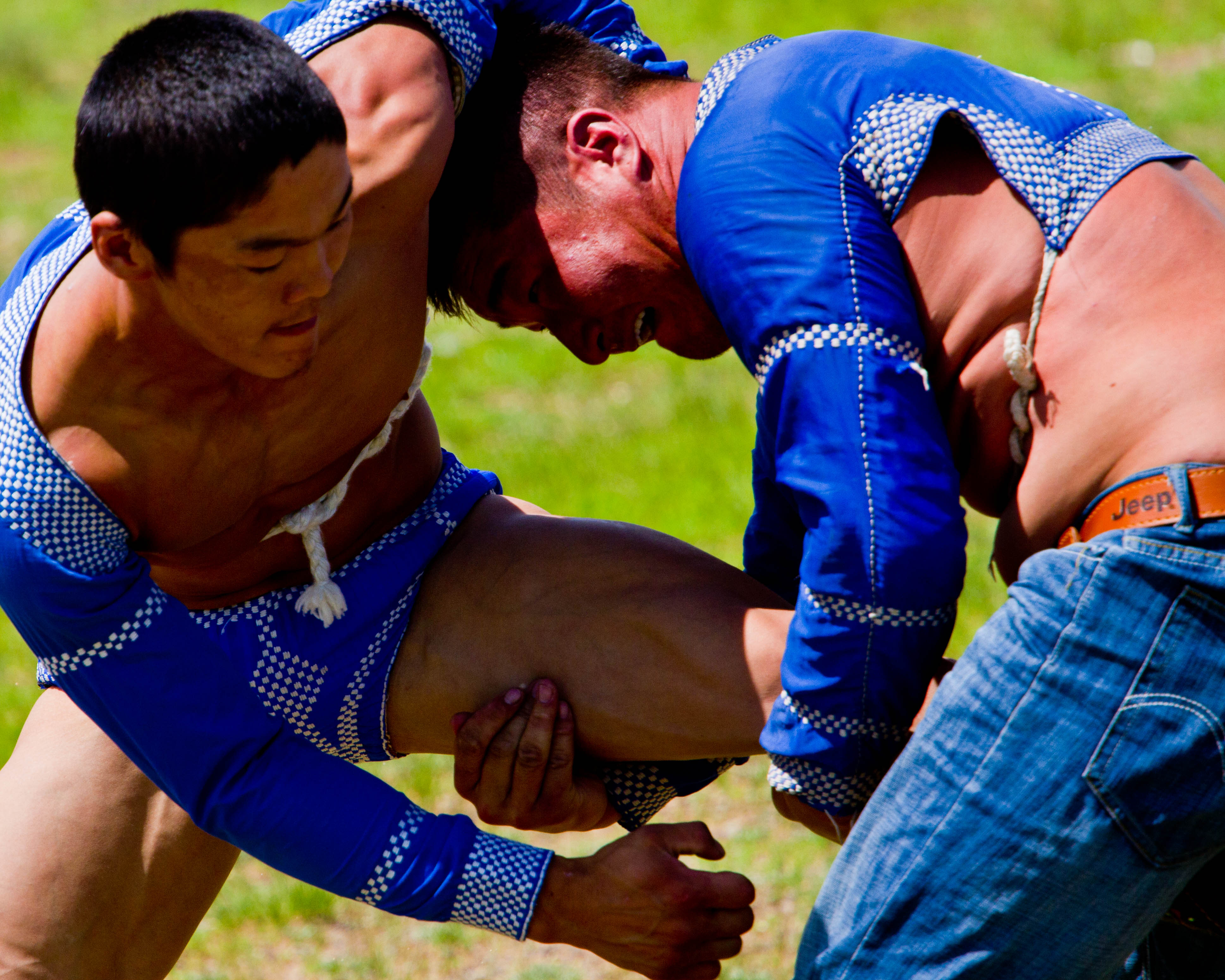
Combate de lucha mongola.

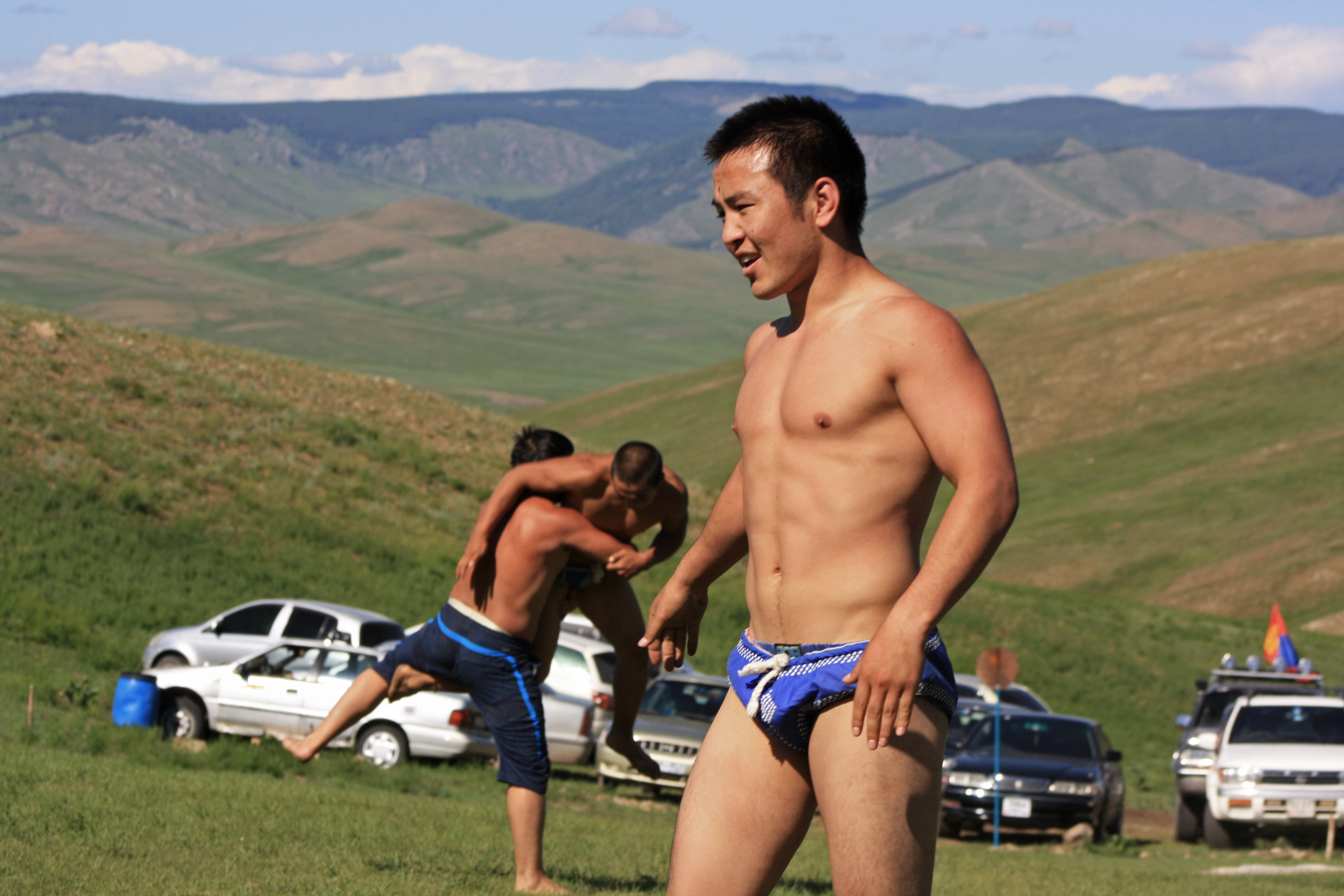
Luchador mongol y levantamiento.

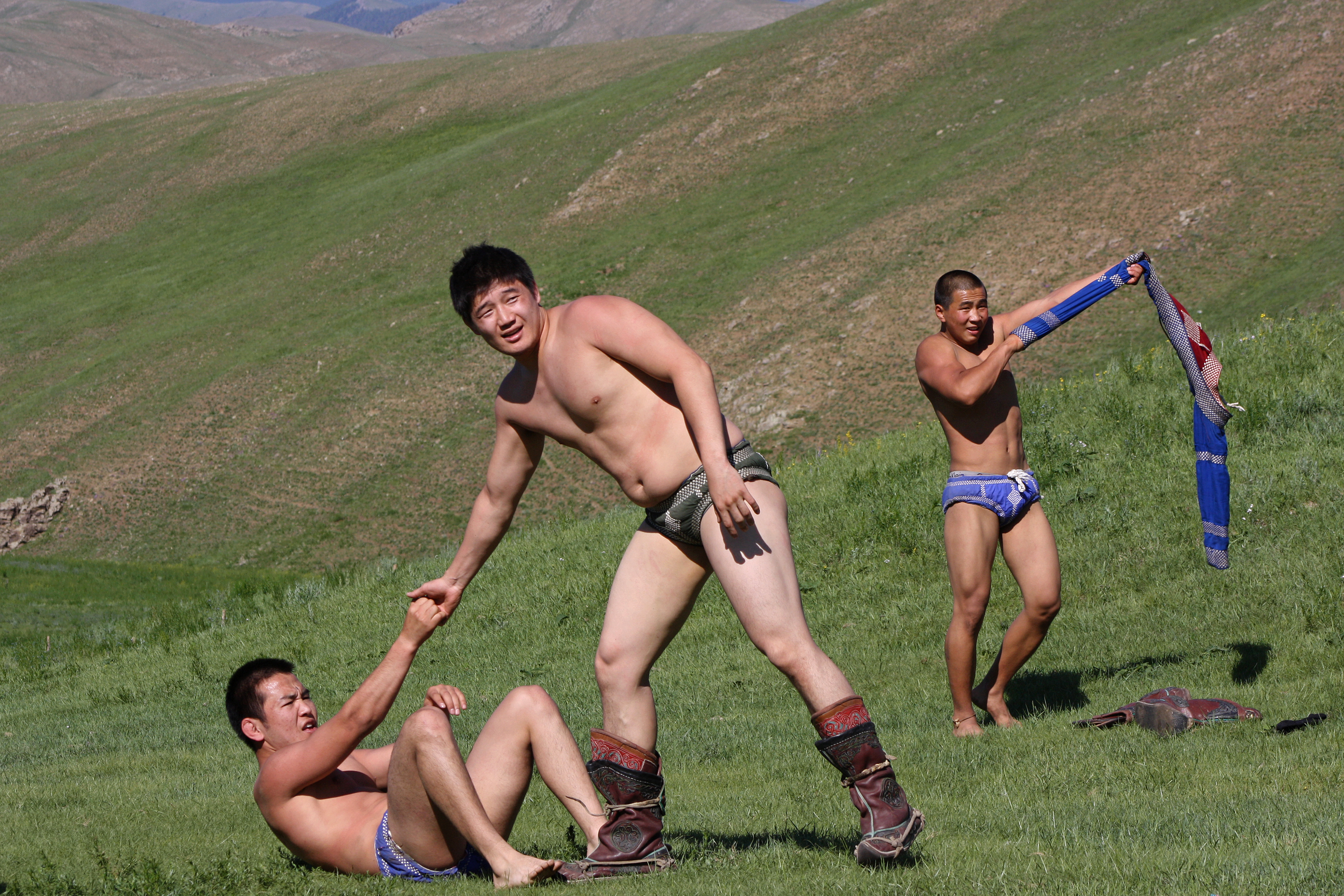
Luchadores mongoles.

El objetivo de un combate es conseguir que su oponente toque el suelo la parte superior de su cuerpo, la rodilla o el codo. En la versión surmongola, cualquier parte del cuerpo que no sea los pies toca el suelo señala la derrota. No hay categorías de peso, límite de edad, o límite de tiempo en un combate. No es raro ver a un niño luchando un hombre adulto durante el Naadam mongol. Especialmente en el Naadam, aunque no hay límites de tiempo para una pelea, generalmente se entiende que un combate no debe durar un tiempo muy largo, especialmente en las rondas inferiores. Por ejemplo, solía tardar más de una hora o dos en terminar una pelea, sobre todo en las rondas más altas con cada luchador tratando de obtener la sensación de la otra. Esto últimamente dio lugar a una política que permite a los zasuules de los luchadores para establecer posiciones de agarre justo entre los luchadores para terminar el combate más rápido si el combate se realiza lentamente. Cada luchador pelea una vez por ronda con el ganador avanzando a la siguiente ronda y el perdedor es eliminado de la competencia.
Las reglas técnicas entre la versión mongola y lo que se encuentra en la surmongola tienen alguna divergencia. En ambas versiones una variedad de lances, zancadillas y lanzamientos son empleados para derribar al oponente. Los surmongoles no pueden tocar las piernas de sus oponentes con sus manos, mientras que en Mongolia, agarrar las piernas de su oponentes es legal. Además, los golpes, el estrangulamiento o el bloqueo son ilegales en ambas variedades.

### Zasuul
El zasuul (que literalmente significa "fijador") del luchador es un guía en el terreno y el entrenador del luchador. En las competiciones de la ronda inferior cuando hay muchos luchadores, la mayoría de los luchadores no tienen sus propios zasuules. Los luchadores exitosos y los que llegan a las rondas superiores obtienen sus propios zasuules. El papel de un zasuul es sostener el sombrero de su luchador durante la lucha y darle estímulo y motivación en el campo. Por ejemplo, si el combate va lentamente, un zasuul puede golpear las nalgas de su luchador para alentarlo a involucrar más rápido a su oponente. En sentido literal los zasuules no son técnicamente entrenadores. Por lo general son un anciano y un amigo del luchador que están allí en el campo para servir de guía y ayudar a establecer un combate justo. Además, a diferencia de otros deportes de lucha, un zasuul no tiene que ser un exluchador. Cuando empieza el combate, los luchadores se dividen uniformemente en lados izquierdo y derecho, ya veces un zasuul cantará un elogio de su luchador para abrir un desafío de ese lado en las rondas más altas, y el zasuul del otro lado también responderá con su propio elogio de su luchador. La alabanza poética de un luchador por su zasuul viene del luchador con el grado más alto en ese lado.

### Inicio del combate
Los luchadores ordos, alagshaa/shalbur y oirates comienzan un combate cerrado en conjunto, mientras que los estilos üzemchin, khalkha y hulunbuir inician un combate sin contacto físico.

### Contacto de la pierna
Los estilos üzemchin y hulunbuir no permiten movimientos entre las piernas y las manos, mientras que la variante khalkha no solo permite sino que requiere agarrar las piernas del oponente.

### Patadas
Un luchador de Hulunbuir puede patear a su oponente directamente en las piernas pero esa técnica no es sancionada por los otros estilos y está prohibida en el código oficial.

### Caídas
Las definiciones de una "caída" varían entre las regiones:
El oirad en Sinkiang define como una "caída" cuando los omóplatos tocan el suelo, que es similar a las reglas de la lucha turca y la lucha estilo libre. El estilo surmongol, compartido por los estilos hulunbuir, ordos y alagshaa/shalbur; considera que una "caída" se ha producido tan pronto como cualquier parte del cuerpo por encima de la rodilla (o el tobillo) toca el suelo. La variante khalkha, sin embargo, permite que una mano toque el suelo sin perder un combate.

## Entrenamiento
En la preparación para las fiestas del Naadam de verano, la mayoría de los luchadores suelen ir a un campo de entrenamiento en el campo donde establecieron sus yurtas o visitar una familia que se entrenaron en su lugar durante años. Todos los luchadores de alto rango por lo general se separan en sus propios campamentos individuales que alojan y los luchadores de menor rango y las perspectivas por lo general se unen a sus campamentos para aprender, observar y entrenar durante el verano para prepararse para los juegos.

## Combate de cortesía
La lucha mongola también tiene ciertos códigos de conducta que afectan a más con un buen juego limpio. Por ejemplo, cuando la ropa de un luchador se suelta o enreda, se espera que su oponente deje de atacar y ayude a la primera a volver a arreglarlos, a pesar de que podría significar renunciar a una buena oportunidad de ganar. Además, cuando un competidor arroja al otro al suelo, se supone que debe ayudarlo a ponerse de pie de nuevo, antes de que salga del campo. Después de un combate uno de los luchadores va debajo del otro brazo para concluir formalmente el partido. Si gana o pierde, los buenos modales dictan que los dos opositores agiten las manos y saluden uno al otro y al público, tanto antes como después de un combate.

## El traje
El traje del luchador ha sido desarrollado sobre las edades para reflejar simplicidad y movilidad. El equipo estándar de un luchador incluye:

### Zodog
Chaqueta de manga corta resistente, sin cuello, de color rojo o azul. Tradicionalmente hecha de lana, los luchadores modernos han cambiado a materiales más ligeros como el algodón y la seda. Se fija en la parte posterior con una cuerda simple anudada, y cortada en el frente, dejando el pecho del luchador expuesto. Según la leyenda, en una ocasión un luchador derrotó a todos los otros combatientes y rasgó abierto el zodog para revelar sus pechos, demostrando a todos que era una mujer. A partir de ese día, el zodog tenía que revelar el pecho del luchador.

### Shuudag
Pequeños calzoncillos ajustados hechos de tela de algodón de color rojo o azul. Esto hace que el luchador sea más móvil. Además, evitan que el rival se aproveche fácilmente de los pantalones largos o evite el material para tropezar.

### Gutal
Botas de cuero, ya sea en estilo tradicional (con los dedos ligeramente hacia arriba), o comercial, de estilo occidental. La gutal tradicional del estilo a menudo es reforzada alrededor de los lados con cuerdas de cuero con el fin de luchar.
Los luchadores surmongoles también pueden llevar un jangga, un collar decorado con hilos de cintas de seda de colores. Se otorga a aquellos que han ganado renombre considerable a través de concursos.

## Danza
Una de las características definitorias del bökh es una danza que los luchadores realizan como entrar en el campo de la competencia y salir al final.
Diferentes locales tienen diferentes estilos de danza. En Mongolia el luchador imita al halcón o al fénix despegando (devee). En Mongolia Interior, la danza se supone que es una imitación de leones o tigres saltarines (magshikh) —representados por la versión üzmechin—.
Otra variación importante, popular entre los mongoles al noreste de la reigón Hulun Buir de Mongolia Interior, se asemeja a los ciervos moviéndose dano saltos (kharailtaa). Todo considerado, la danza üzmechin magshikh más parece un vigoroso-buscando, en parte debido a la ropa deslumbrante del luchador y en parte el estilo de la danza en sí. En cambio, el estilo fénix de Mongolia parece exhibir un mayor grado de elegancia.
La danza de la lucha mongola tiene sus formas originales en los rituales chamánicos donde la gente imitaba los movimientos de varios animales. Hoy en día, aparte de su valor estético, la danza también es considerada como un procedimiento de calentamiento y enfriamiento antes y después de una intensa pelea. Los buenos luchadores tratan la danza con gran seriedad y a menudo son mejores bailarines.
Gracias a los esfuerzos infatigables e ingeniosos de los activistas de la lucha, esta danza única se ha convertido en uno de los aspectos integrales e indispensables de la tradición de la lucha como un todo. En Mongolia Interior ha sido, junto con la uriya, el traje, y las diversas reglas, codificadas en las primeras Reglas de Competición de Lucha terminadas a finales de los años 1980.

## Luchadores exitosos
Históricamente el luchador más acertado es registrado como Namkhai quien ganó el Naadam 19 veces y 7 veces terminó segundo. Obtuvo su primera victoria en Naadam en 1895.
Solo 20 luchadores alcanzaron rango de gigante en la era moderna (desde 1921). Badmaanyambuuguiin Bat-Erdene es considerado el luchador más exitoso de la era moderna con 11 campeonatos ganados. También ganó el Naadam con motivo del 750 aniversario de la Historia secreta de los mongoles en 1990.
Los luchadores más exitosos son:
| #  | Nombre                        | Rango más alto     | Campeonatos | Subcampeonatos | Años campeón                                          |
| -- | ----------------------------- | ------------------ | ----------- | -------------- | ----------------------------------------------------- |
| 1  | Badmaanyambuuguiin Bat-Erdene | Gigante invencible | 11          | 1              | 1988 - 1990 / 1992 - 1999                             |
| 2  | Khorloogiin Bayanmönkh        | Gigante invencible | 10          | 2              | 1968 / 1971 - 1973 / 1977 / 1979 / 1981 - 1982 / 1987 |
| 3  | Badamdorigiin Tüvdendorj      | Gigante invencible | 7           | 2              | 1939 / 1941 / 1945 - 1946 / 1952 - 1954               |
| 4  | Jigjidiin Mönkhbat            | Gigante invencible | 7           | 2              | 1963 - 1967 / 1974                                    |
| 5  | Dariin Damdin                 | Gigante invencible | 5           | 5              | 1956 - 1960                                           |
| 6  | Dashdorjiin Tserentogtokh     | Gigante invencible | 4           | 5              | 1978 / 1980 / 1983 - 1984                             |
| 7  | Sharaviin Batsuuri            | Gigante invencible | 2           | 2              | 1947 - 1948                                           |
| 8  | Gelegjamtsiin Ösökhbayar      | Gigante ancho      | 4           | 1              | 2002 - 2003 / 2005 / 2009                             |
| 9  | Agvaansamdangiin Sükhbat      | Gigante ancho      | 3           | 0              | 2000 - 2001 / 2004                                    |
| 10 | Natsagiin Jamyan              | Gigante ancho      | 2           | 1              | 1926 - 1927                                           |